# Óscar Bagüí
Óscar Dalmiro Bagüí Angulo (Borbón, 1982. december 10. –) ecuadori válogatott labdarúgó, aki jelenleg az Emelec játékosa.
A válogatott tagjaként részt vett a 2014-es labdarúgó-világbajnokságon, illetve a 2007-es és a 2015-ös Copa Américán.

## Statisztika
| Ecuador  | Ecuador | Ecuador |
| Év       | Mérk.   | Gólok   |
| -------- | ------- | ------- |
| 2007     | 7       | 0       |
| 2008     | 0       | 0       |
| 2009     | 0       | 0       |
| 2010     | 0       | 0       |
| 2011     | 0       | 0       |
| 2012     | 0       | 0       |
| 2013     | 2       | 0       |
| 2014     | 2       | 0       |
| 2015     | 3       | 0       |
| 2016     | 0       | 0       |
| Összesen | 14      | 0       |

## Sikerei, díjai
- Emelec
  - Ecuadori bajnok: 2013, 2014, 2015